# EF Education First

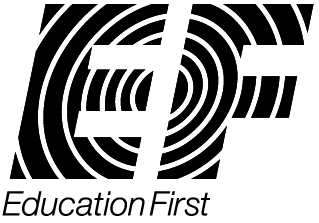

Az EF Education First a világ legnagyobb magánkézben lévő oktatással foglalkozó vállalata. Tizenöt leányvállalat és nonprofit egyesület segít a nyelvtanulásban, tanulmányi utazásokban, akadémiai és kulturális csereprogramokban.

## Történet

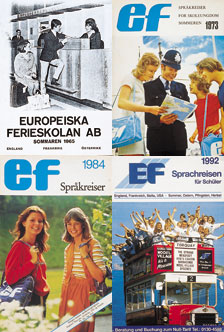
Annak idején...

Az EF Education First-t 1965-ben Svédországban alapította egy fiatal vállalkozó, Bertil Hult. A terv egyszerű volt: segítsünk középiskolai diákjainknak eljutni Angliába nyelvtanulás céljából.
- 1971-ben Hastingsben svéd üzletemberek számára üzleti nyelvet kezdett el tanítani. 5 év múlva létrehozott egy nonprofit szervezetet az USA-ban, hogy elindíthassa a Középiskolai tanév programját
- 1978-ban az EF megnyitotta első nemzetközi nyelviskoláját Cambridge-ben, Angliában. 1983-ban az EF létrehozta az EF Educational Tours-t. 2 év múlva egymilliomodik utasával ünnepelte 20. születésnapját.
- 1988-ban az EF megnyitja irodáját Szöul városában, amely az ott rendezett olimpia kapcsán elnyeri az "Olimpia hivatalos nyelviskolája" címet. Egy év múlva létrehozta a Cultural Care Au Pair programját. 1990-ben az EF elindította a Club EF Euro Tours for American adults programot, melyet később átnevezett Go Ahead Tours-ra.
- 1991-ben az EF elindította Nyelviskolai tanévét, az első programját, mely ötvözte a nyelvi és akadémiai tudás átadását. 2 évvel később az EF Explore America (most Smithsonian Student Travel) első katalógusai szétszóródtak Amerikában, amerikai utakat hirdetve amerikai diákoknak
- 1994-ben az EF megnyitotta első EF English First iskoláját Mexikóvárosban, majd egy év múlva elindította az Englishtown.com honlapot, online nyelviskoláját. 1998-ban az EF két hajóval indult el a Whitbread Round the World vitorlás versenyen - EF Language és EF Education. Az EF Language első helyezést ér el
- 2000-ben Edward Kennedy szenátor beszédet mondott a berlini fal emlékére a bostoni EF központ elől. 2002-ben Louise Juliant megválasztották az EF ügyvezető igazgatójának, Bertil Hult pedig átvette az elnöki pozíció. Egy évvel később megnyitotta a Hult International Business School intézményét.
- 2004-ben Louise Julian-t választották Svédország legelismertebb üzletasszonyának, és megjelent a Fortune Magazin "A legerősebb nemzetközi üzletasszonyok" listájában. 2007-ben az EF megkapta a "Official Language Training Services Supplier " címet a 2008-as pekingi olimpiára.
- 2009-ben az EF tovább növekedett a New York-i Marymount College és Campus, illetve a londoni Huron Egyetem megvásárlásával.
- Whitbread 1998

Az EF nagyot csobbant 1998-ban a Whitbread Round the World Versenybe való két hajó benevezésével. A versenyszakasz 31600 mérföld hosszú, melynek teljesítéséhez 8 hónap szükséges. Az EF Education fedélzetén dolgozott az első csak nő csapat, és az EF Language hajó végül meg is nyerte a versenyt. Ez a világ harmadik legrangosabb sporteseménye az olimpiák és a Világ Kupa után a TV nézők száma alapján.
- Továbbá az EF alapítója és támogatója különböző társadalmi célú alapítványnak. Ilyen például a Mentor alapítvány. Az alapítvány székhelye Genf, ahol szoros együttműködésben dolgoznak az Európai Unióval és egyik legfontosabb feladatuknak tekintik a drogokkal való visszaélés és a függőség elleni harcot. Az EF alapító atyja, Bertil Hult a svéd királynővel, Luxemburg grófjával, a jordán királynővel, a szaúdi herceggel közösen megalapította a Mentor alapítványt, hogy gátat vethessenek a drogok terjedésének.
- Emellett az elmúlt 40 évben az EF folyamatosan támogatta a Vöröskeresztet. A nyelv iskola helyi szinten is számos adományozási projektben vesz részt (amerikai koraszülött csecsemők megmentéséért), angolul taníttatja a Brazília gazdaságilag elmaradott részein élő gyermekeit.

## Munkája

### Efekta módszer
Az Efekta módszert hatékonyabbá és változatosabbá teszi a nyelvtanulást, mert több idő jut a beszédcentrikus gyakorlatokra. Az innovatív nyelvi labor(iLab) modul segítségével pedig tovább fejlődhet a diákok tudása, mivel az ottani interaktív feladatokat a tanárok jelölik ki az órán tanultak kiegészítésére a nyelvi órákkal szinkronban. A nyelvi laborban (iLab) az online gyakorlatok ötvözik a hagyományos osztálytermi és az önálló nyelvtanulást. Mind az Intenzív, Általános vagy Nyelvvizsga előkészítő tanfolyamok szerves része az iLab foglalkozás, amely keretében lehetősége nyílik mindenkinek a saját gyengéi fejlesztésére, legyen az kiejtés, akcentus minimalizálása vagy éppen szövegértés fejlesztés.

### Tanfolyamok

#### EF Nyelvoktató Utazások- Nyári nyelvi és szabadidős tábor 7 és 18 év közötti diákok részére
Az EF Language Travel, az első program, egyesíti az utazás izgalmas élményét, és a nyelvtanulást. A diákok felügyelt csoportokban utaznak külföldre, ahol vendéglátó családoknál vagy kollégiumokban élnek, amíg nyelvtudásukat fejlesztik a nyári szünet ideje alatt.

#### EF Nemzetközi Nyelviskolák- Intenzív nyelvtanulás 16 évnél idősebb diákok számára
Az EF nemzetközi nyelviskolák a világ 18 országában, több mint 40 helyen működnek.
Az EF International Language Schools program lehetőséget nyújt a fiatal felnőtteknek az angol, spanyol, francia, német, olasz vagy kínai (mandarin) nyelv elsajátítására. A kurzusok hossza a két héttől a teljes naptári évig terjed nyelvi szinttől függetlenül. A tananyag az exkluzív Efekta rendszerre épül, mely az EF kutatási és fejlesztési csoportja által került kidolgozásra.

#### EF Nyelviskolai Tanév külföldön- 6 vagy 9 hónapos kombinált nyelvtanulás 16 évnél idősebb diákok számára
A nyelviskolai tanév segítségével a fiatal felnőttek hat vagy kilenc hónapot szentelhetnek a nyelvtanulásnak és az idegen kultúrák megismerésének. A kurzusok intenzív nyelvtanfolyammal indulnak. Ahogy fejlődik a kommunikációs képesség, a tananyag teret enged speciálisabb tárgyaknak is, mint például az irodalom, vizsga felkészülés, médiatudomány.

### Kulturális Csereutak

#### EF Középiskolai Tanév Külföldön- Csereút 14 és 18 év közötti diákok részére
A Középiskolai tanév program a különböző kultúrák megismerésére és elfogadására nyújt lehetőséget. Kamaszok utaznak külföldre, ahol vendéglátó családoknál élnek, és a helyi középiskolába járnak. A diákok választhatják úticélként az USA-t, Kanadát, Nagy-Britanniát, Új-Zélandot, Franciaországot, Németországot, Spanyolországot, Írországot vagy Dél-Afrikát.